# تشاد هايز (لاعب كرة قدم أمريكية)
تشاد هايز (بالإنجليزية: Chad Hayes)‏ هو لاعب كرة قدم أمريكية أمريكي، ولد في 26 يناير 1979.